# 貴田孫兵衛
貴田 孫兵衛（きだ まごべえ）は、 安土桃山時代の武将。加藤清正の家臣。貴田統治（きだ むねはる）とも。また、毛谷村六助（けやむら ろくすけ）の名で歌舞伎などの題材にもなった。

## 略歴
加藤清正の家臣で、900余石を知行した。俗に「加藤十六将」の一人とされる。
文禄の役（文禄・慶長の役）には、三番隊下川又左衛門の下、鉄炮衆40名を率いて従軍、戦場では母衣を纏っていた。『清正記』『加藤家傳』では、加藤軍のオランカイ（満州）攻めの際に森本一久と一番乗り争いをし討死したとしている。
孫兵衛の死後、清正は身内を探し出し名を引き継がせた。それが弟とされる貴田孫兵衛玄蕃（後に貴田玄蕃正勝と名乗る）で、熊本城の築城などに携わった。加藤家の改易後は、紀州徳川家や若狭酒井家からの仕官の誘いを断り、一時浪人を経て、尼崎藩青山氏に筆頭家老として仕えた。築城に秀でていたため、江戸幕府は日光東照宮の石垣造営のため、青山氏に玄蕃を差し出す様に命じたという。
もうひとりの弟、貴田角右衛門は中津藩細川氏に仕官する。その後、細川家と共に肥後へ向かい、角右衛門の子孫が九州一円に広まったのに対し、玄蕃の子孫は、兵庫県尼崎から関西一円、そして青森から東北へ広がった。

## 豪傑毛谷村六助の伝説
孫兵衛は毛谷村六助の名で有名であるが、史実と伝説との区別が必要である。
- 江戸時代の軍記本『鎮西御軍記』や『豊臣鎮西軍記』には、孫兵衛は前名を毛谷村六助といい、女の仇討ちを助太刀したという物語が載せられた。これが天明年間に人形浄瑠璃『彦山権現誓助剣』として上演されて人気を博し、後には歌舞伎の演目にもなり、大正時代には映画化もされている。更に韓国の民間伝承論介伝説では、晋州城攻防戦の際に南江で水死した人物と同一視されている。

- 大分県中津市山国町毛谷村、福岡県添田町には木田孫兵衛（毛谷村六助）の墓があり、生前この地を離れる時に頭髪を墓に埋葬している（口伝）ことから、逆修塔であることが考えられる。また、幕末の旅絵師・蓑虫山人が元治元年（1864年）に当地を訪れ、槻村六助の墓としてこの五輪塔の絵を『蓑虫山人絵日記』の中に描いている。なお、墓がある土地には喜登という古民家が建っていたが、平成3年（1991年）の台風により倒壊している[3]。

- 毛谷村集落に唯一残る、享保元年（1716年）の『毛谷村六助畧縁起』には、この地で62歳で亡くなったと伝えられている。歌舞伎などで有名になった後に作られたものである可能性もあるが、貴田孫兵衛は加藤清正の書状に名前が出てくることから実在したと考えられている。

- 佐賀県唐津市名護屋には、六助社というお堂がある。朝鮮で討たれた孫兵衛は、亡骸を塩漬けにされて名護屋で埋葬され、六助社が建立されたといわれている。孫兵衛が俊足であったことから、足の神様として祀られている。また、名護屋の喜田神社でも貴田孫兵衛統治は神として祀られている。

## 彦山権現誓助剣
天明6年（1786年）竹本千太郎座初演。梅野下風・近松保蔵合作の十一段の時代物浄瑠璃。
英彦山の麓で暮らす六助が剣の師匠吉岡一味斎の娘で一味斎の仇を討つために旅を続けているお園と再会して祝言を挙げるエピソードなどを描く九段目の「毛谷村」が多く上演される。